# DXD
DXD (англ. Digital eXtreme Definition  — цифровое предельное разрешение) — многоразрядный формат сверхвысокого разрешения цифрового кодирования звуковых данных, применяемый в профессиональной звукозаписи. DXD — это ИКМ-сигнал с разрядностью квантования 24 или 32 бита и частотой дискретизации 352,8 кГц. Поток данных 8,4672 или 11,2896 Мбит/с на канал.
Был разработан в 2004 году фирмой Digital Audio Denmark для записи и обработки звука взамен формата DSD, не поддающегося обработке без преобразования в иной звуковой формат.
Изначально применялся в звукозаписывающих станциях Pyramix компании Merging Technologies, использовавшихся при производстве SACD (Super Audio CD).